# 弥生 (福岡市)
弥生（やよい）は、福岡県福岡市早良区の町名。現行行政地名は、弥生一丁目および弥生二丁目。面積は9.52ヘクタール。2022年6月末現在の人口は1,411人。郵便番号は814-0014。

## 地理
福岡市の中心とされる中央区天神の西南西約5キロメートル、早良区の北部に位置する。北で百道と、東で藤崎と、南で原と、西で金屑川、油山川及び汐入川を介して室見と隣接する。町域内は主に住宅地として利用されるが、幹線道路（明治通り、原通り）の沿道には商業施設が多く立地している。

### 河川
町域に流れる河川は次の通り。すべて室見川水系の河川である。
- 金屑川（二級河川）
- 油山川（二級河川）
- 汐入川（準用河川）

主な河川の写真
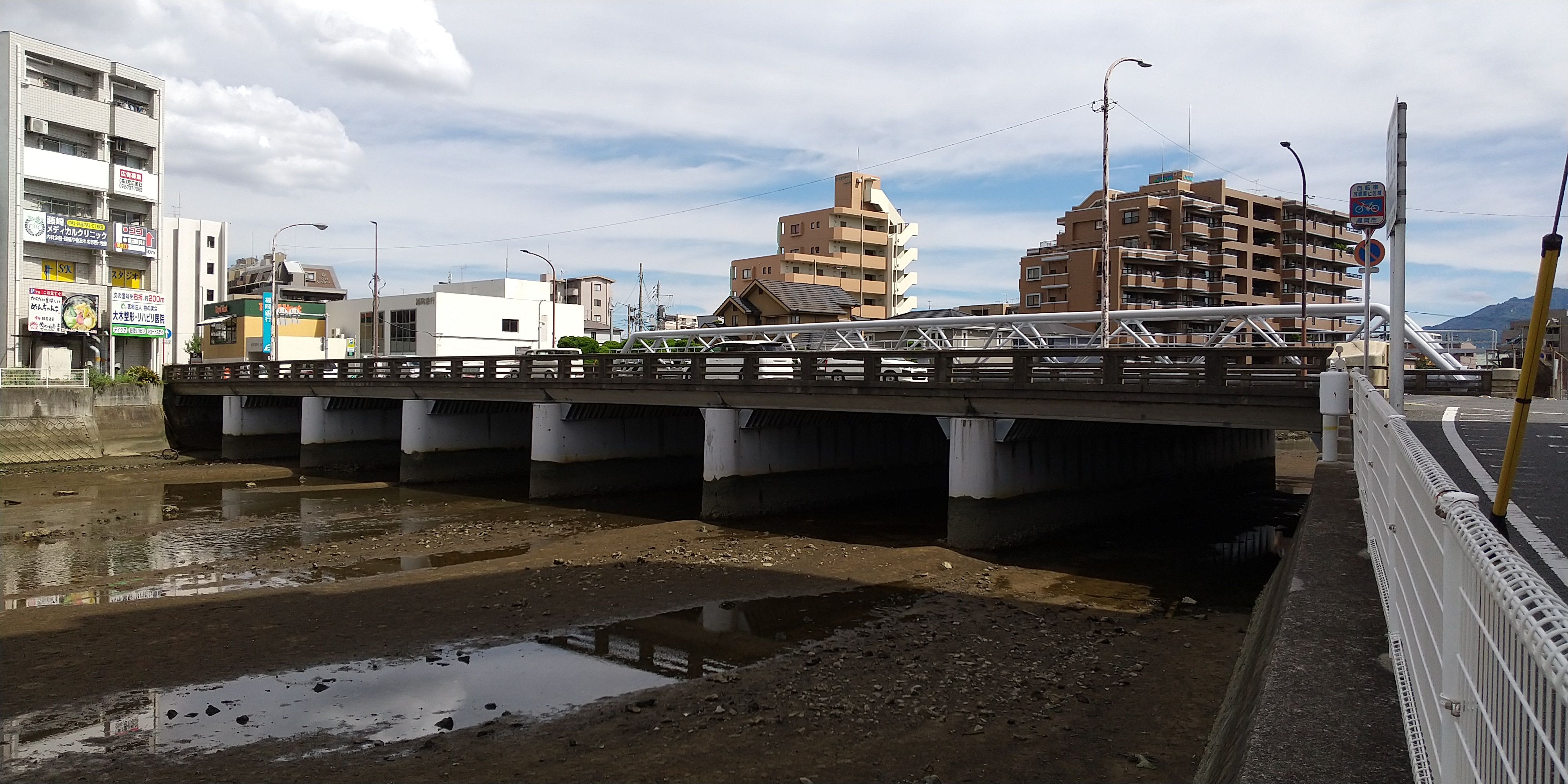
飛石橋と金屑川
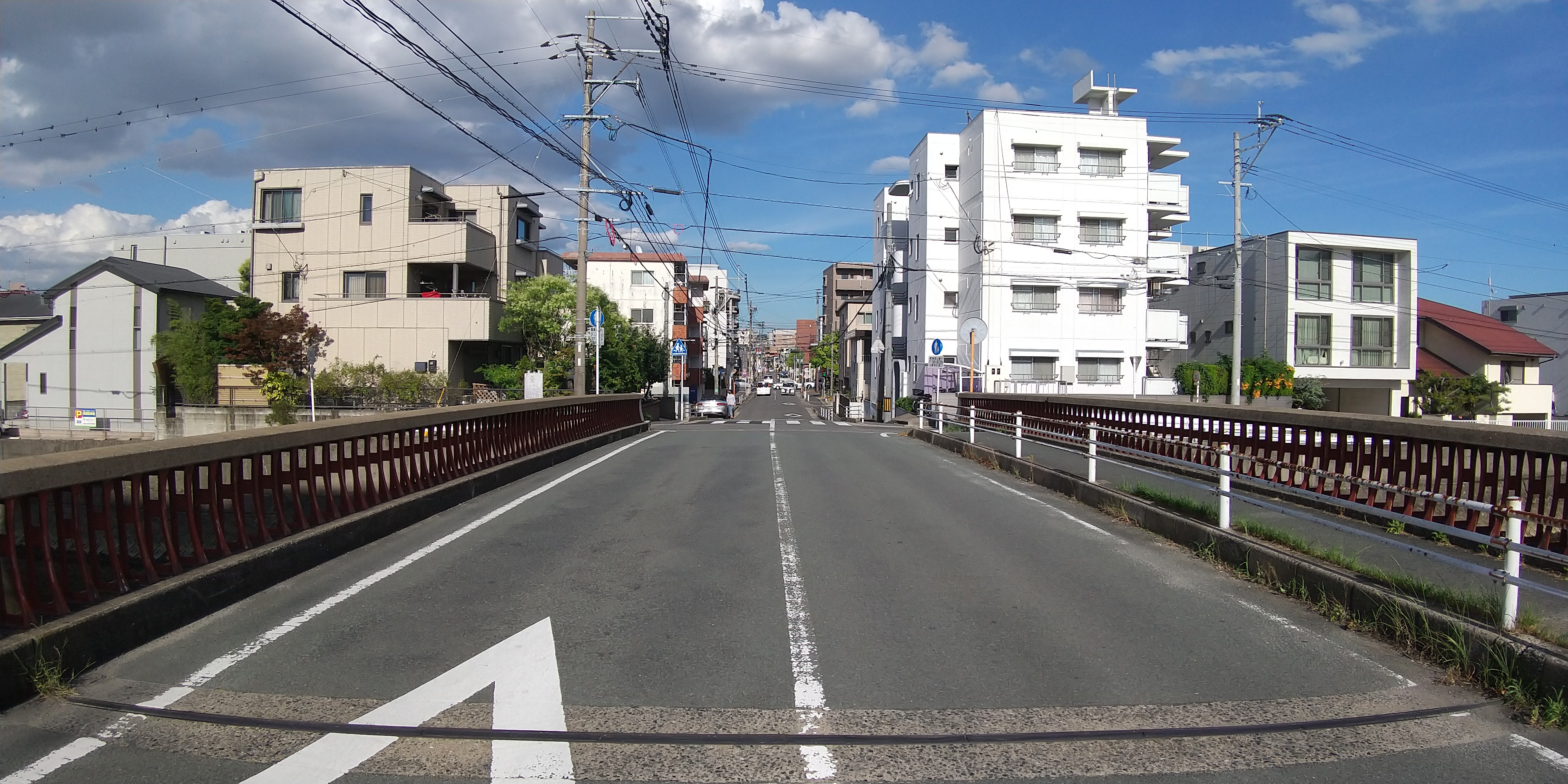
涼橋（すずみばし、金屑川、弥生300号線、弥生）
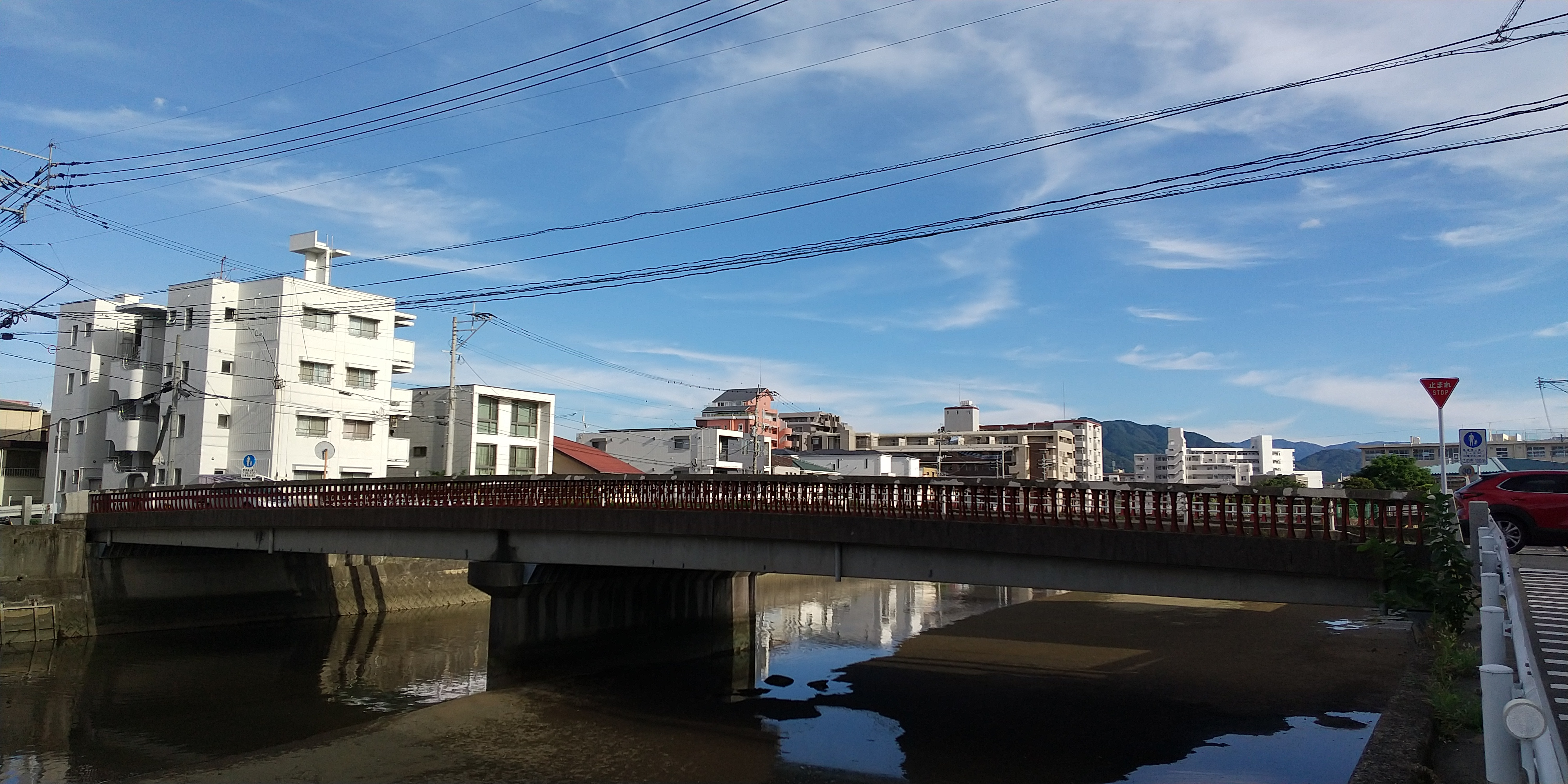
涼橋と金屑川
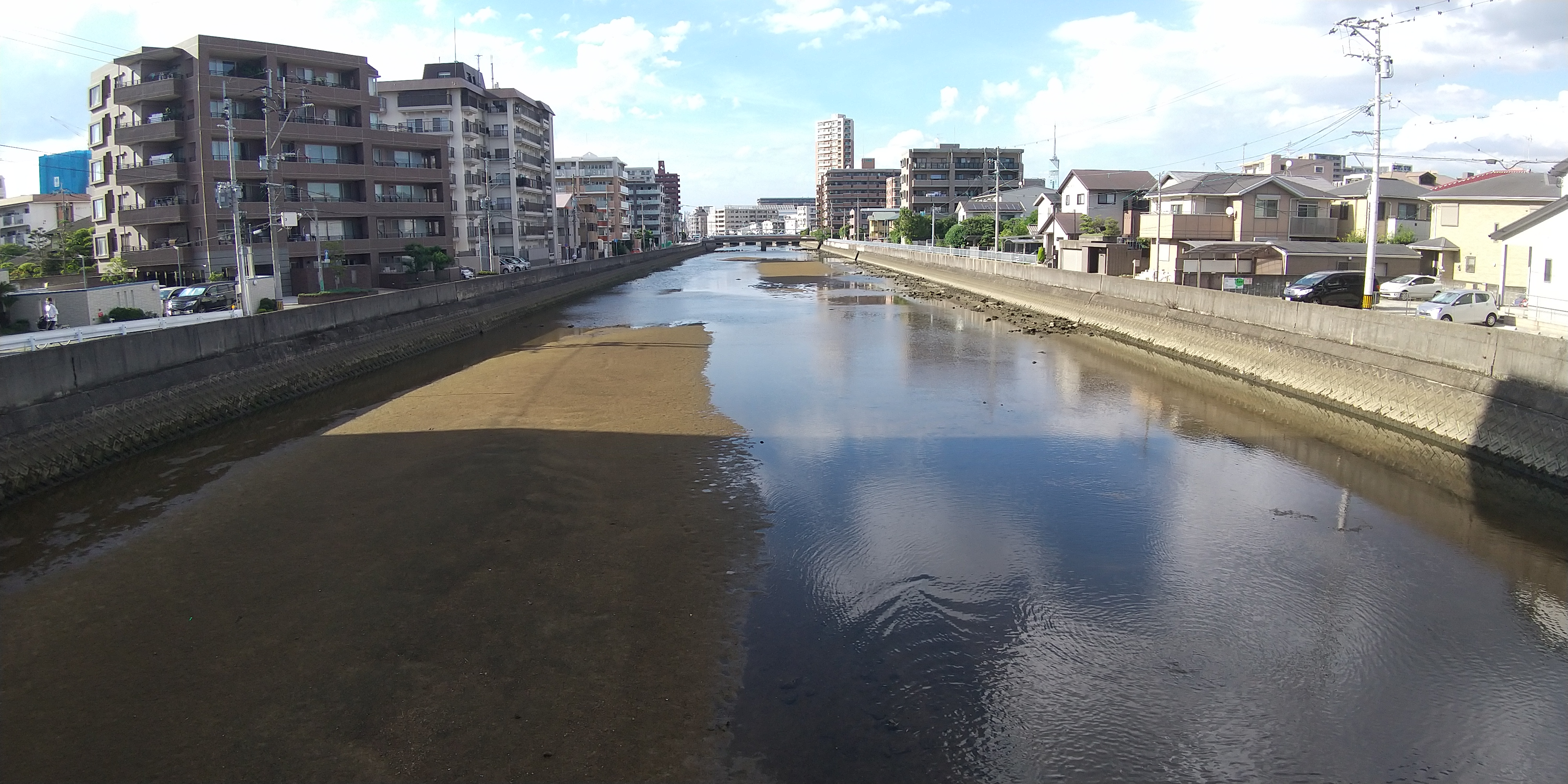
金屑川（涼橋付近、左：室見、右：弥生）
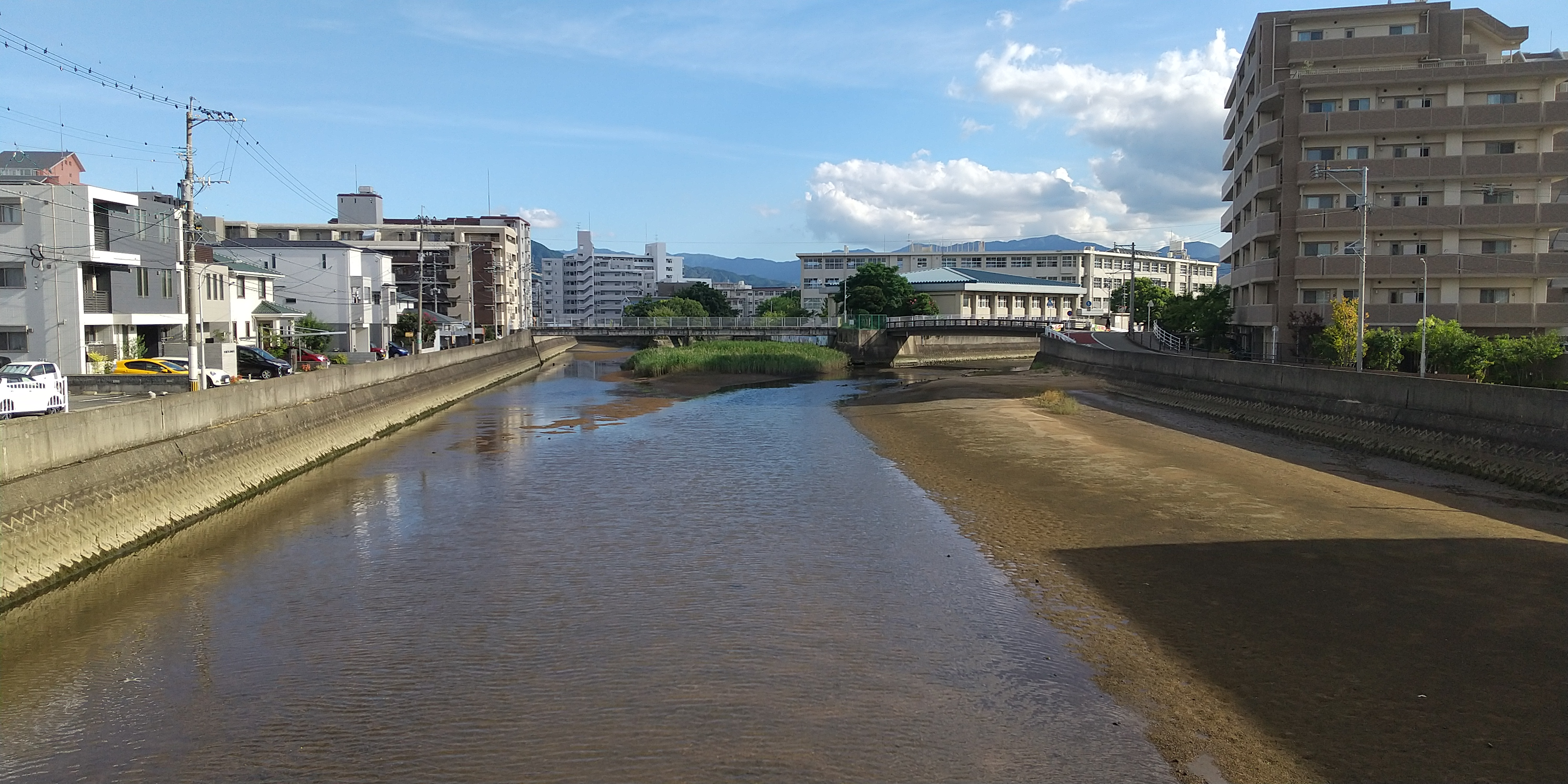
金屑川（涼橋付近、左：弥生、右：室見）
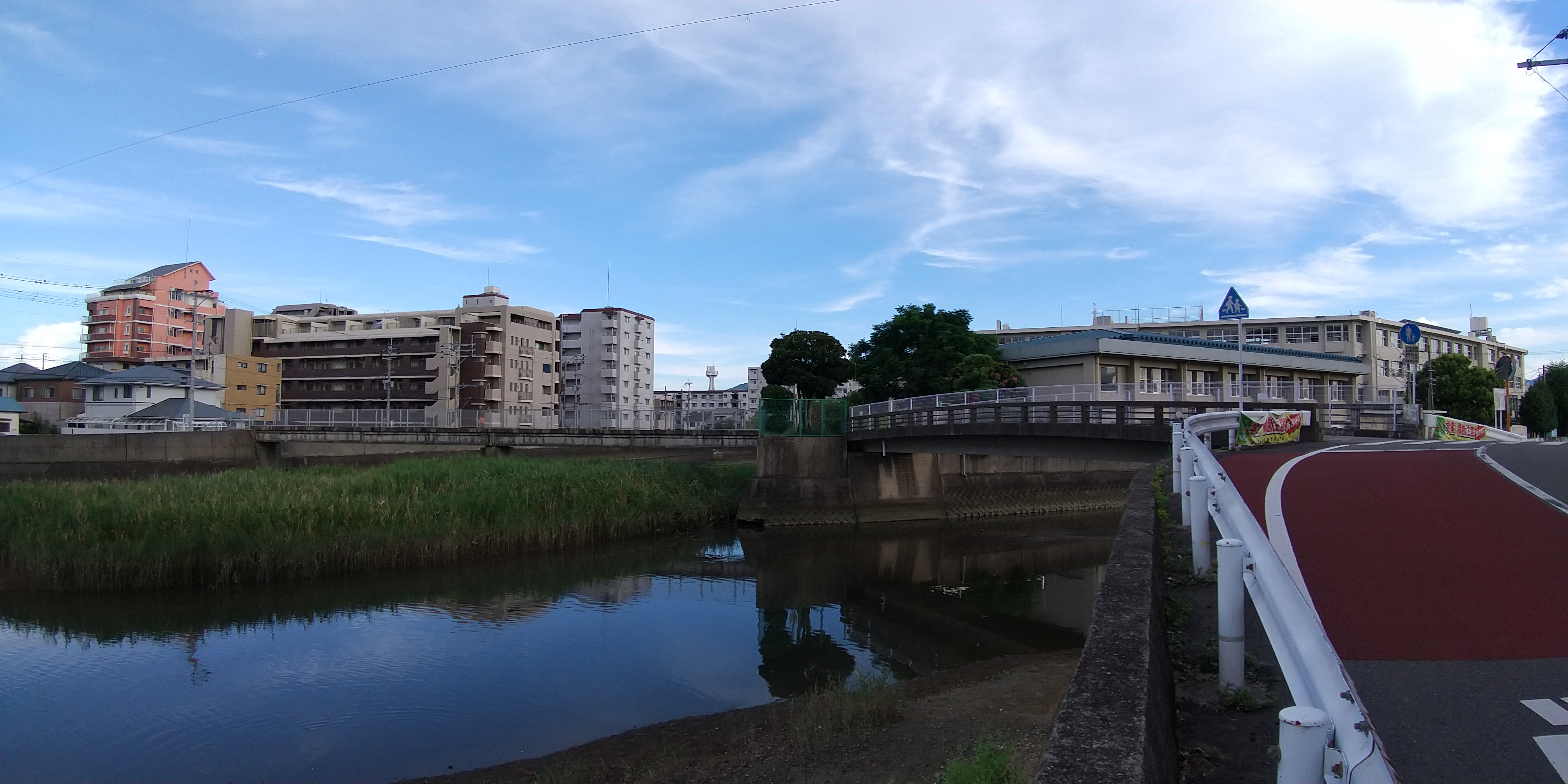
金門橋（きんもんばし、室見川、左：弥生、右：室見）
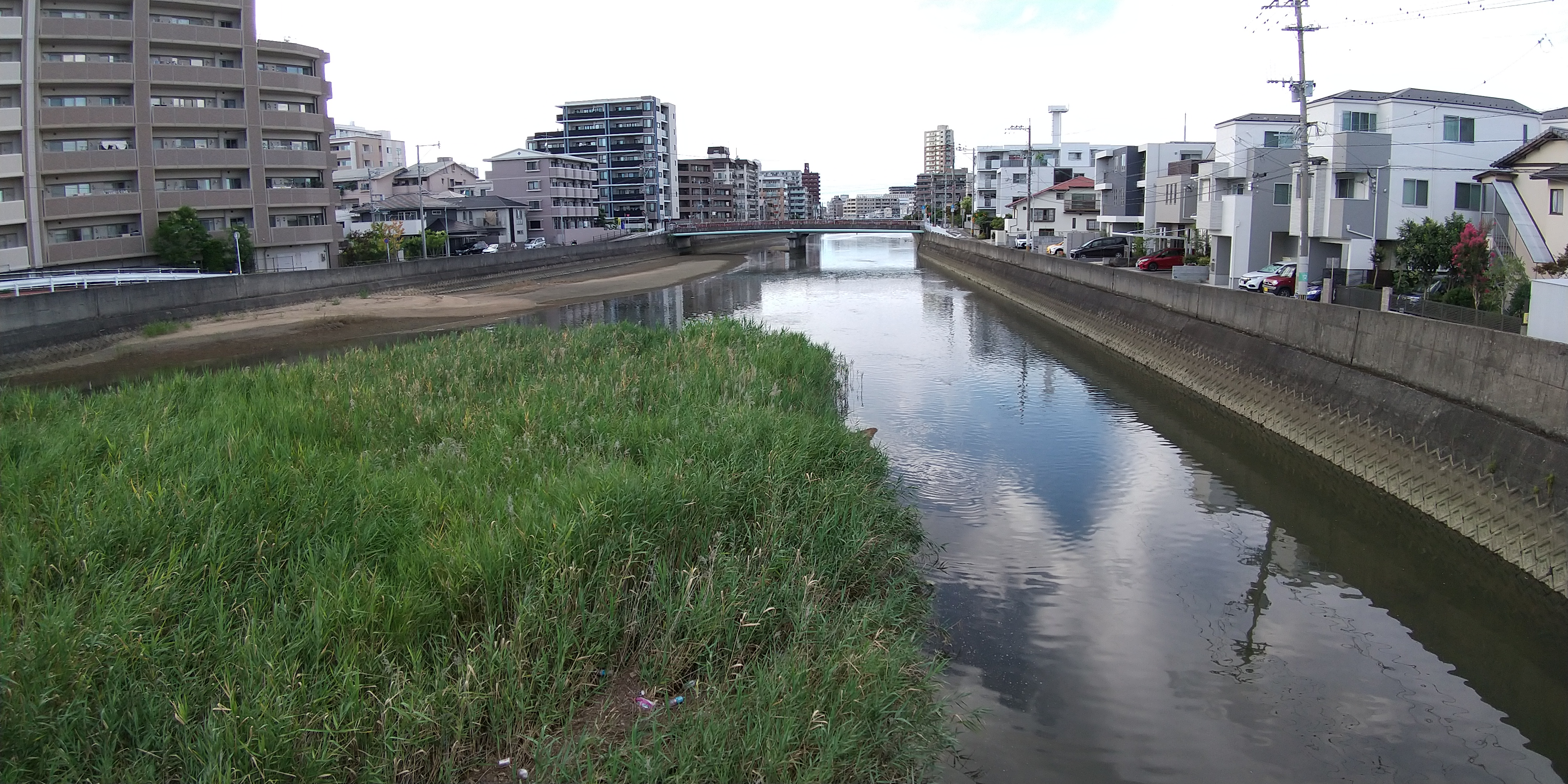
金屑川（金門橋の下流側、左：室見、右：弥生）
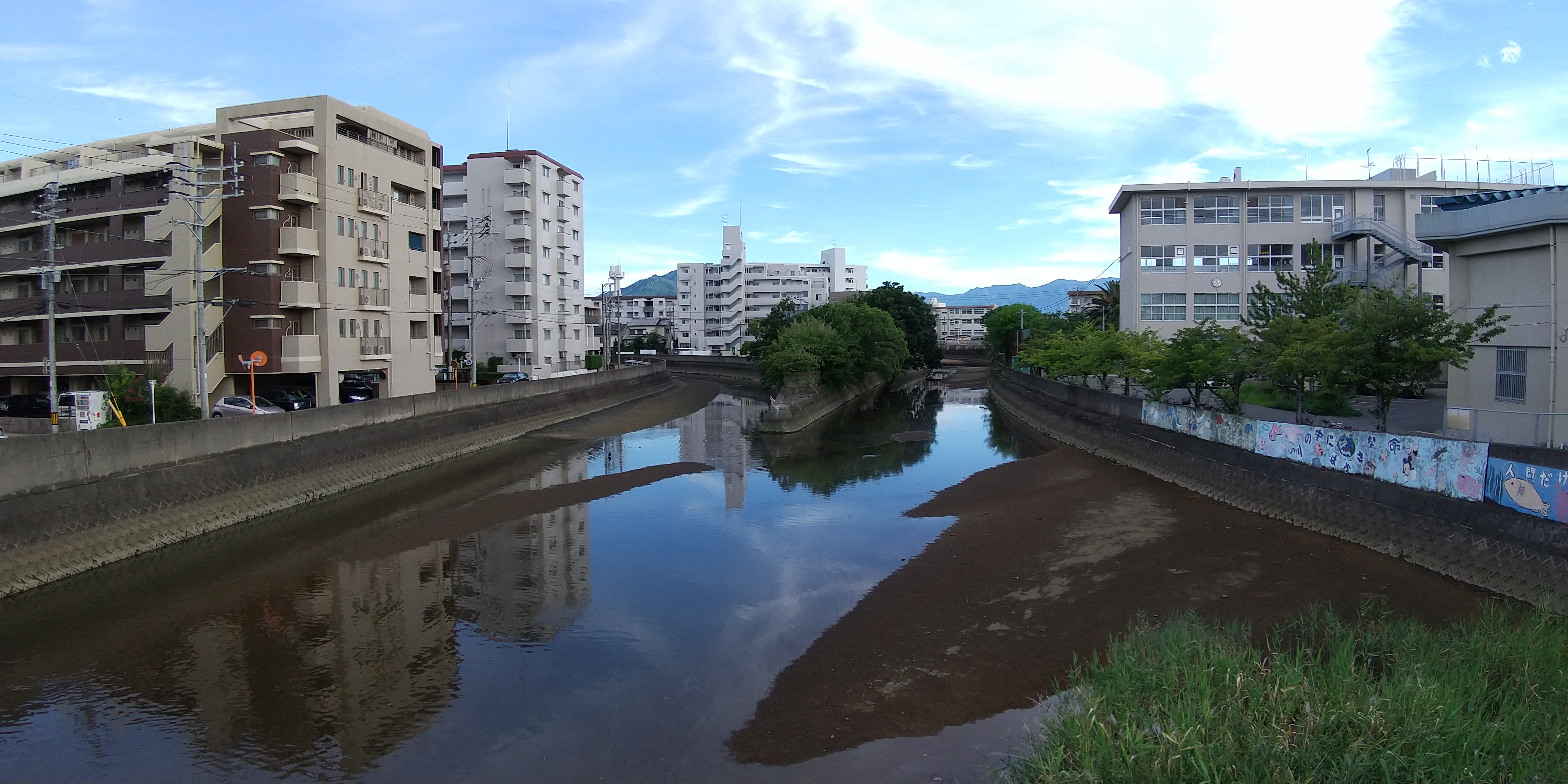
汐入川と油山川（金門橋人道橋の上流側、左：弥生、右：室見）
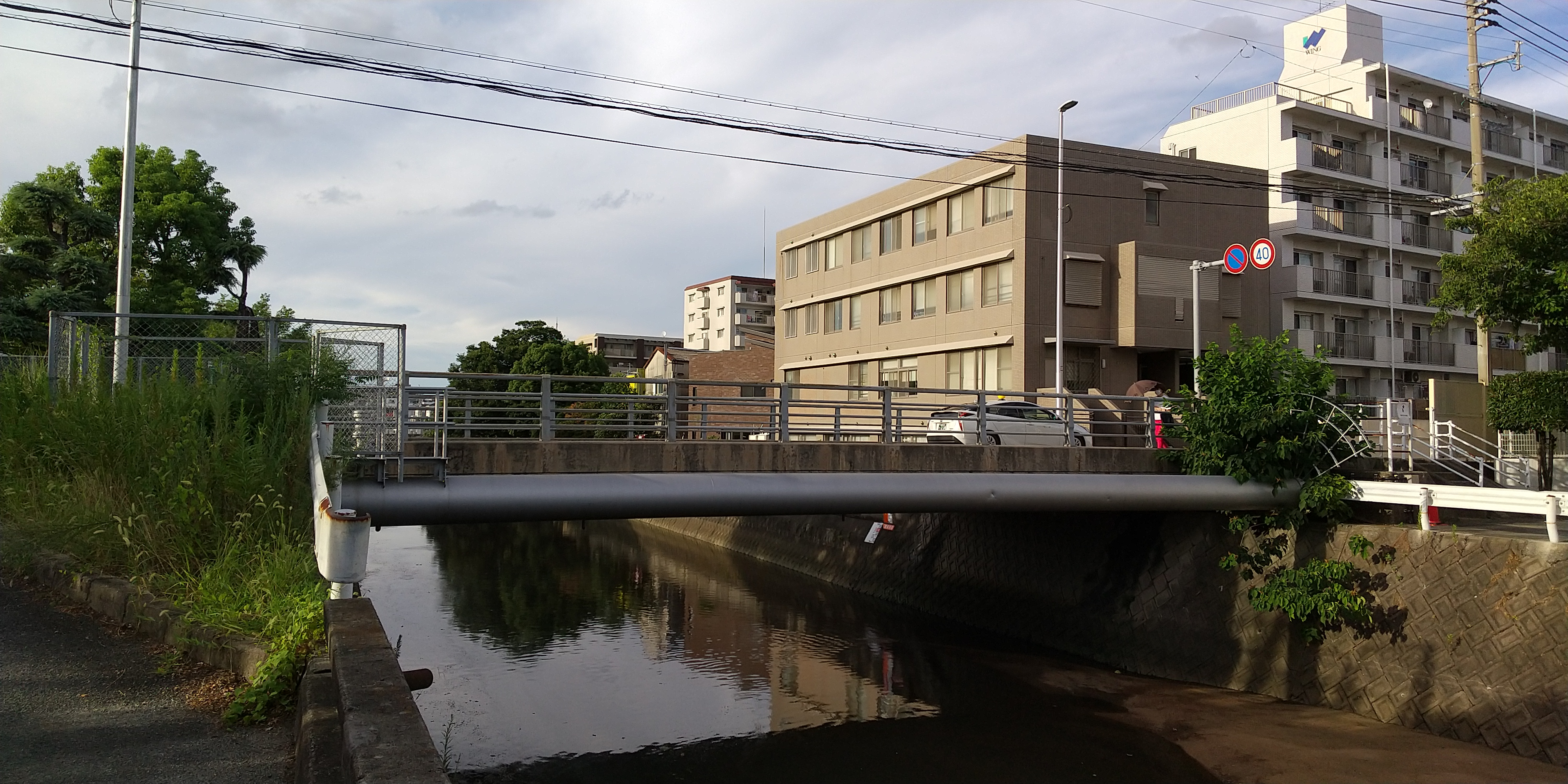
弥生橋
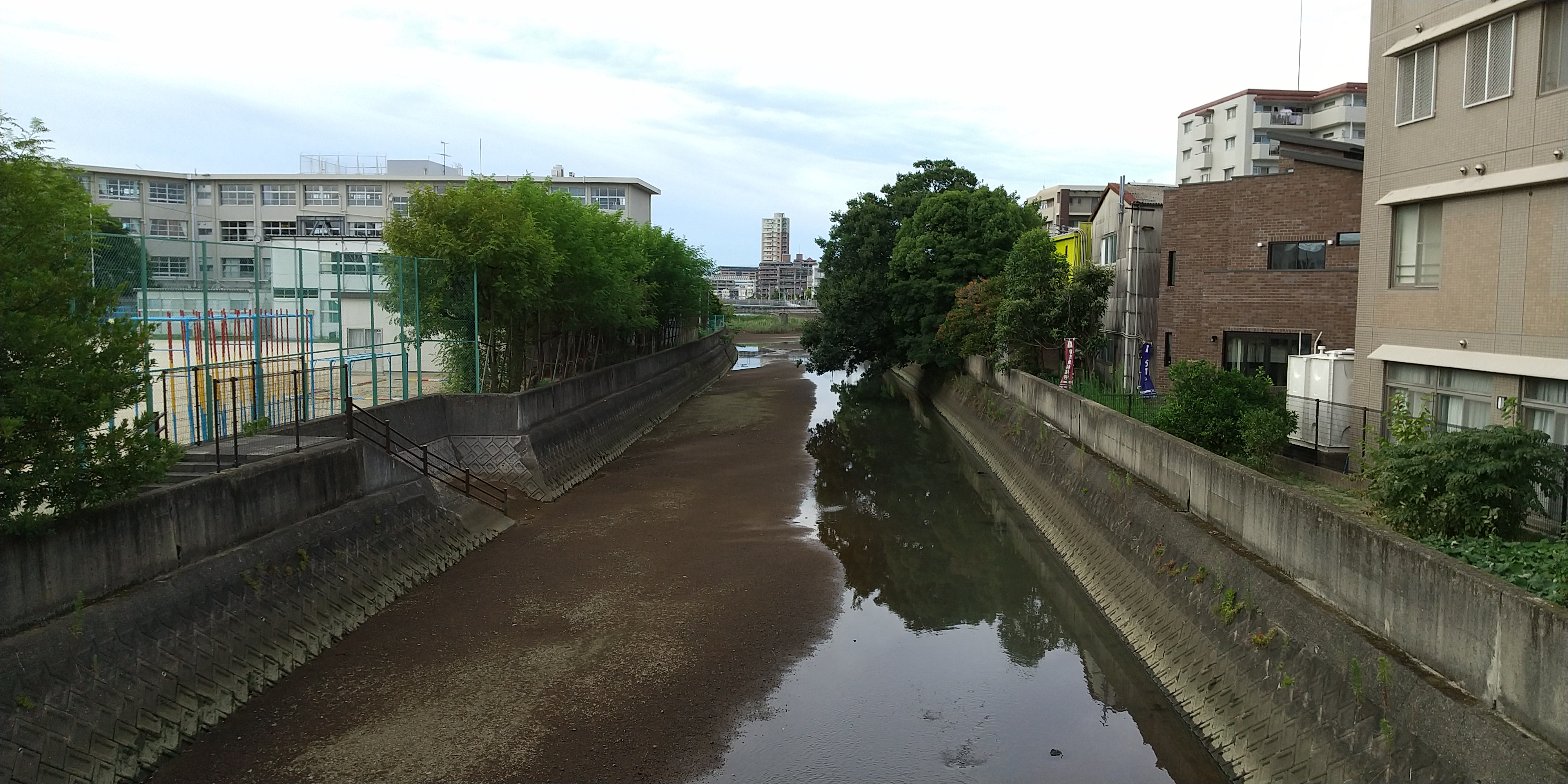
油山川（弥生橋付近、左：室見、右：弥生）
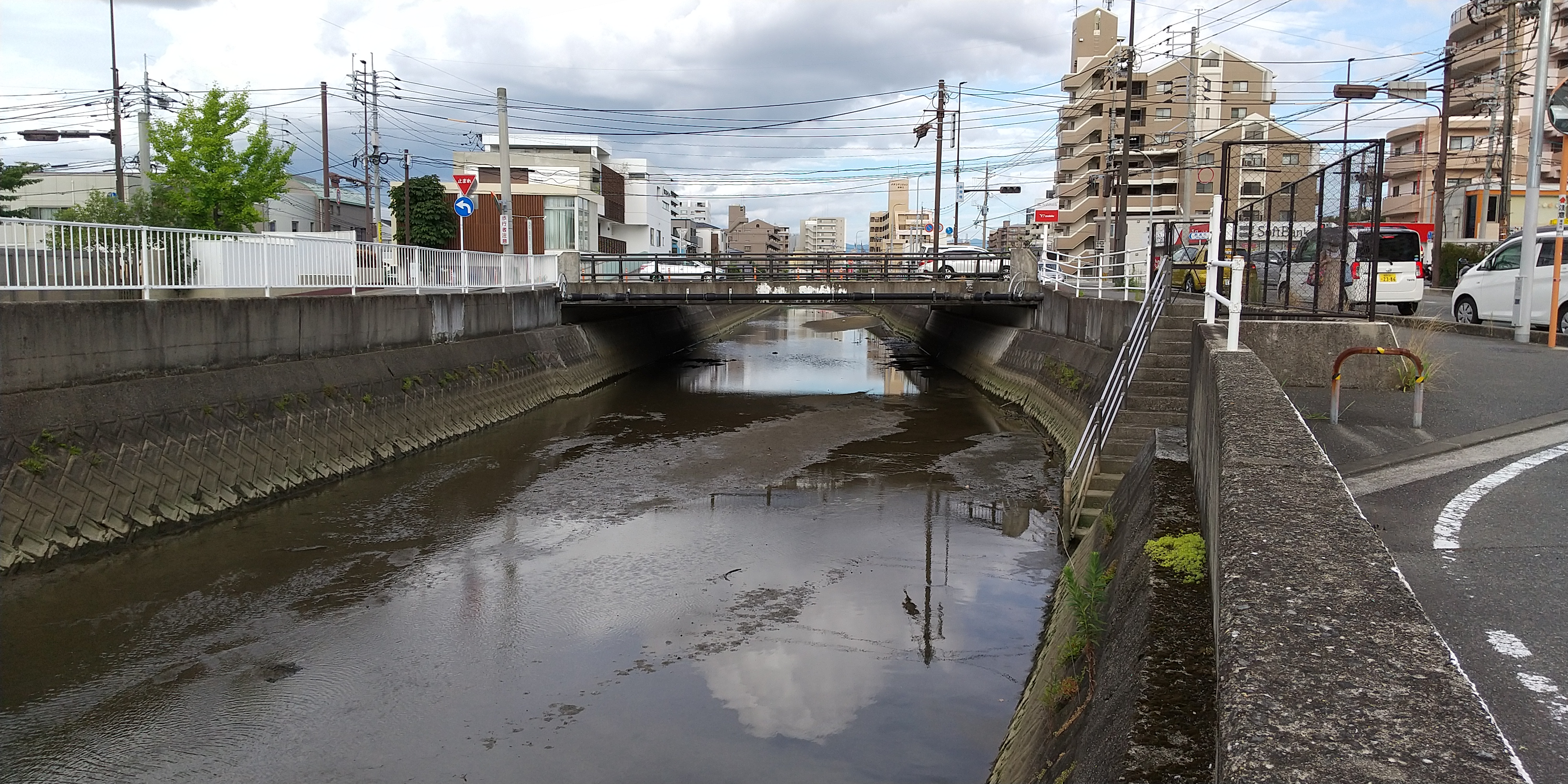
新開橋（汐入川、左：弥生及び藤崎、右：原）
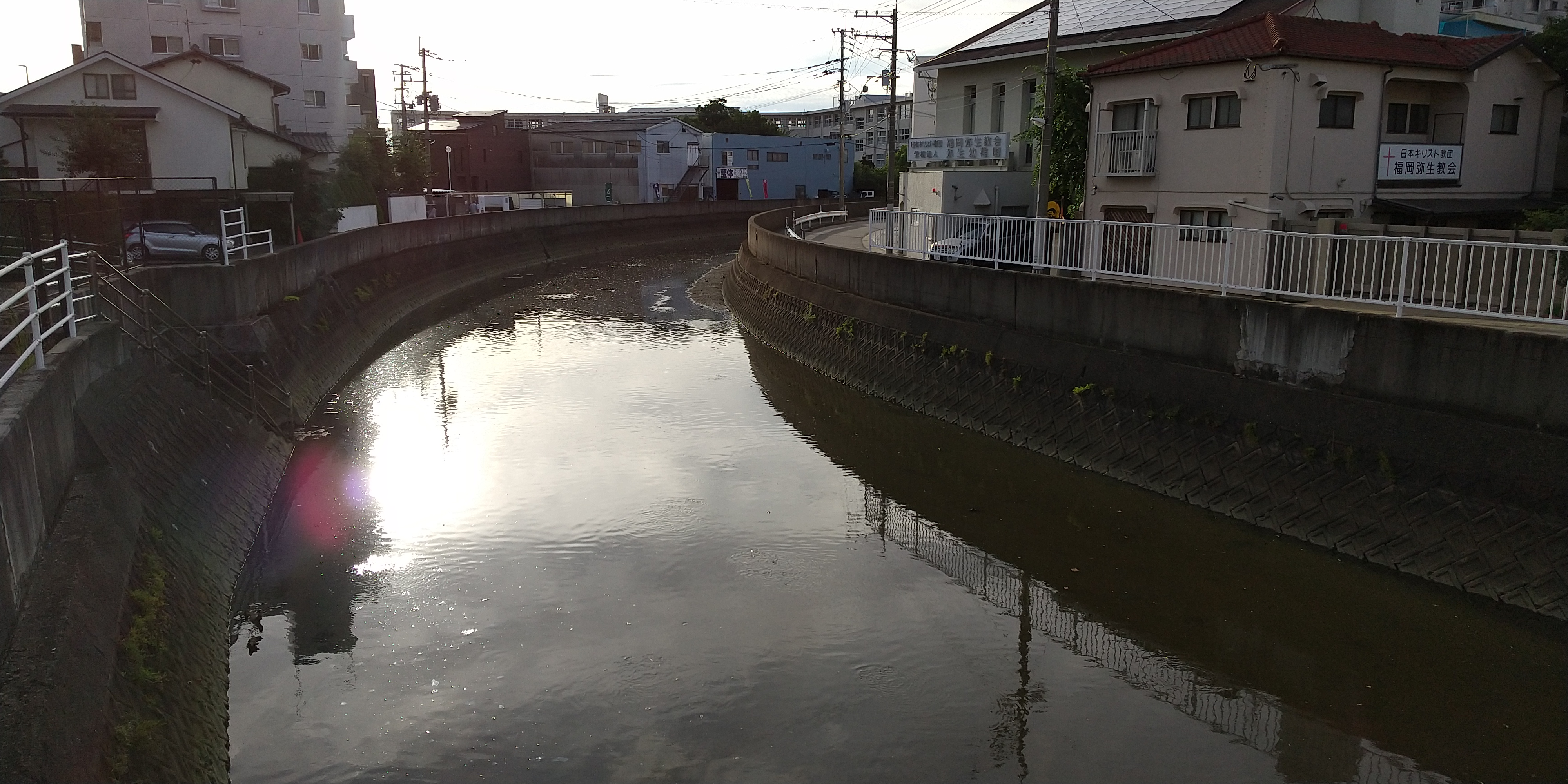
汐入川（新開橋より）

### 都市計画
都市計画に関しては、「福岡市都市計画マスタープラン」において、「西部広域拠点」（藤崎、西新及びシーサイドももちを合わせた副都心としての地域）の西側外縁部に位置し、利便性が高い。用途地域は、北側の明治通りの道路境界線から南側概ね30メートルの範囲は商業地域、東側の原通りから50メートルの範囲は第二種住居地域、これら以外の範囲は第一種住居地域に指定されている。

## 人口
弥生一丁目と二丁目を合わせた人口の推移を福岡市の住民基本台帳（公称町別）に基づき示す（単位：人）。集計時点は各年9月末現在である。
- 2001年（平成13年）：1,127
- 2002年（平成14年）：1,129
- 2003年（平成15年）：1,125
- 2004年（平成16年）：1,111
- 2005年（平成17年）：1,210
- 2006年（平成18年）：1,242
- 2007年（平成19年）：1,259
- 2008年（平成20年）：1,200
- 2009年（平成21年）：1,214
- 2010年（平成22年）：1,168
- 2011年（平成23年）：1,169
- 2012年（平成24年）：1,163
- 2013年（平成25年）：1,316
- 2014年（平成26年）：1,349
- 2015年（平成27年）：1,355
- 2016年（平成28年）：1,351
- 2017年（平成29年）：1,373
- 2018年（平成30年）：1,384
- 2019年（令和元年）：1,433
- 2020年（令和2年）：1,442
- 2021年（令和3年）：1,367

## 交通
交通に関しては、福岡市の主要な交通結節点の一つを形成している藤崎駅（藤崎、百道）及び藤崎バス乗継ターミナル（百道）に近く利便性が高い。

### 鉄道
町域の北側には地下鉄が通っており、隣町の藤崎にある次の駅が最も近い。
- 福岡市地下鉄空港線：藤崎駅

### バス
町域内には次のバス停があるが、百道にある藤崎バス乗継ターミナルも近い。
- 西鉄バスの停留所：早良口（さわらぐち）、弥生一丁目、弥生二丁目

### 道路
町域内の主な幹線道路は次の通り。
- 明治通り（市道千代今宿線、旧唐津街道の一部）
- 原通り（県道558号内野次郎丸弥生線
- 鳥飼姪の浜線

主な幹線道路
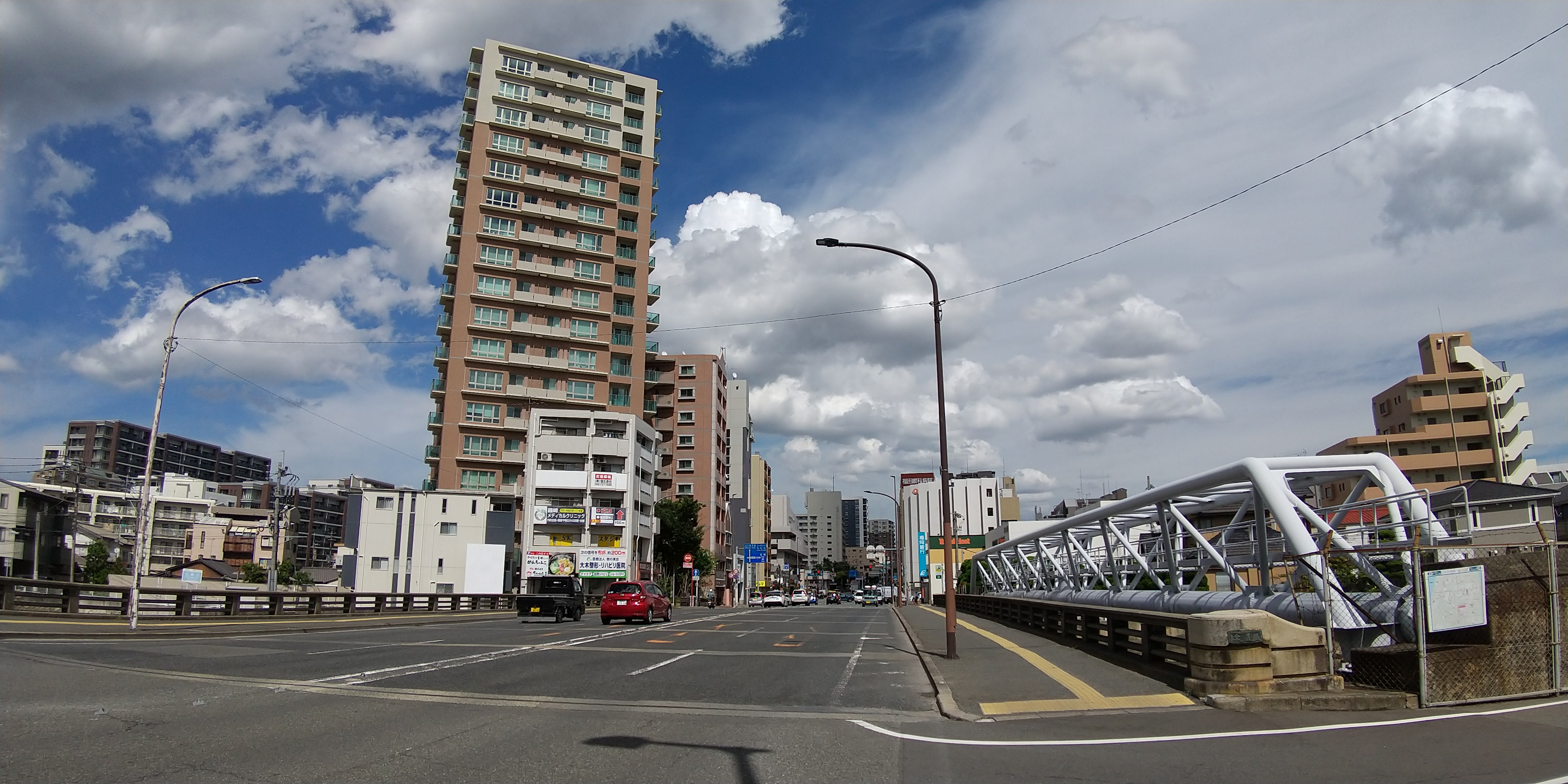
明治通り（飛石橋付近、左：百道、右：弥生及び藤崎）
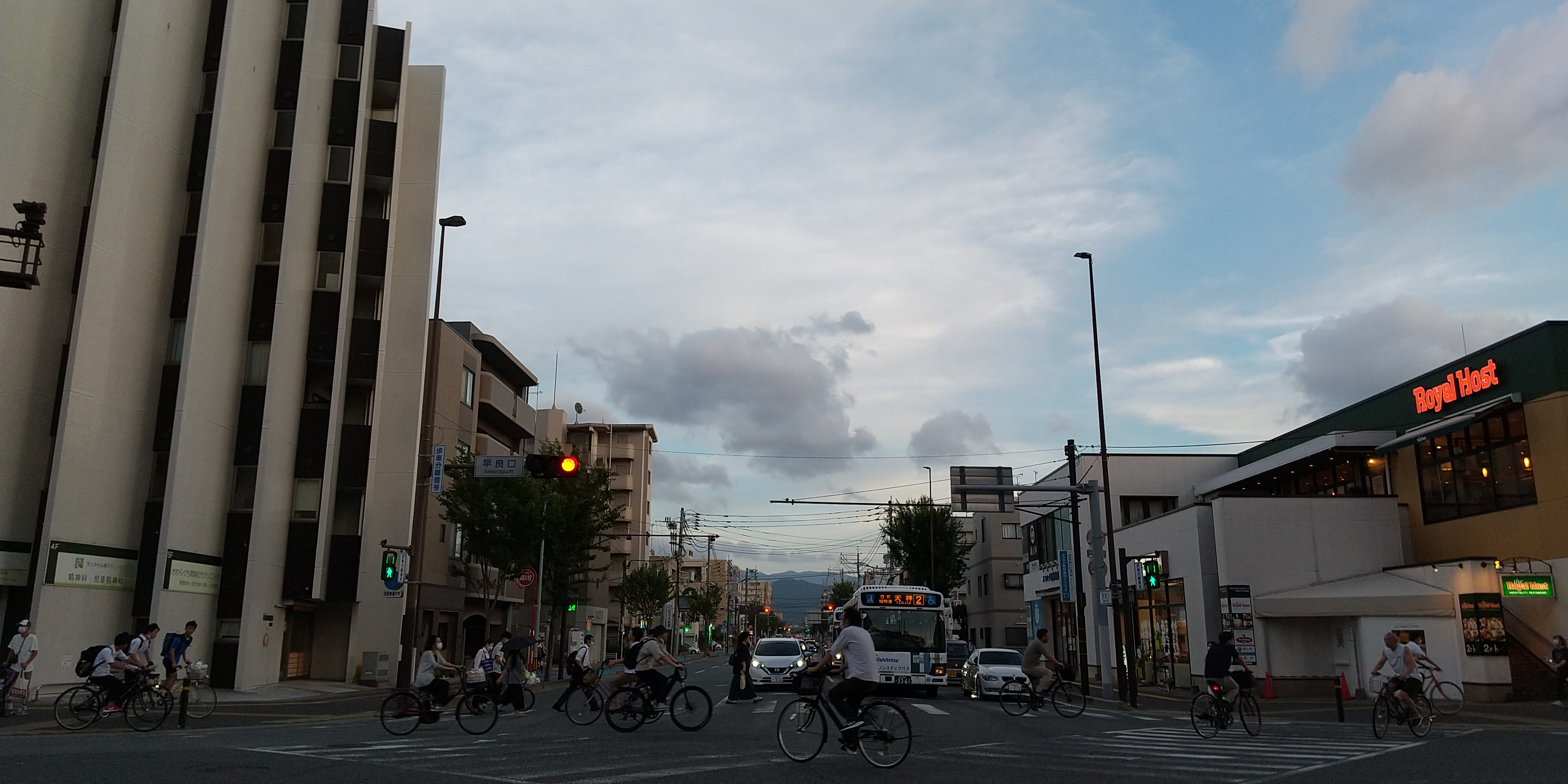
原通り（早良口交差点の南側、左：藤崎、右：弥生）
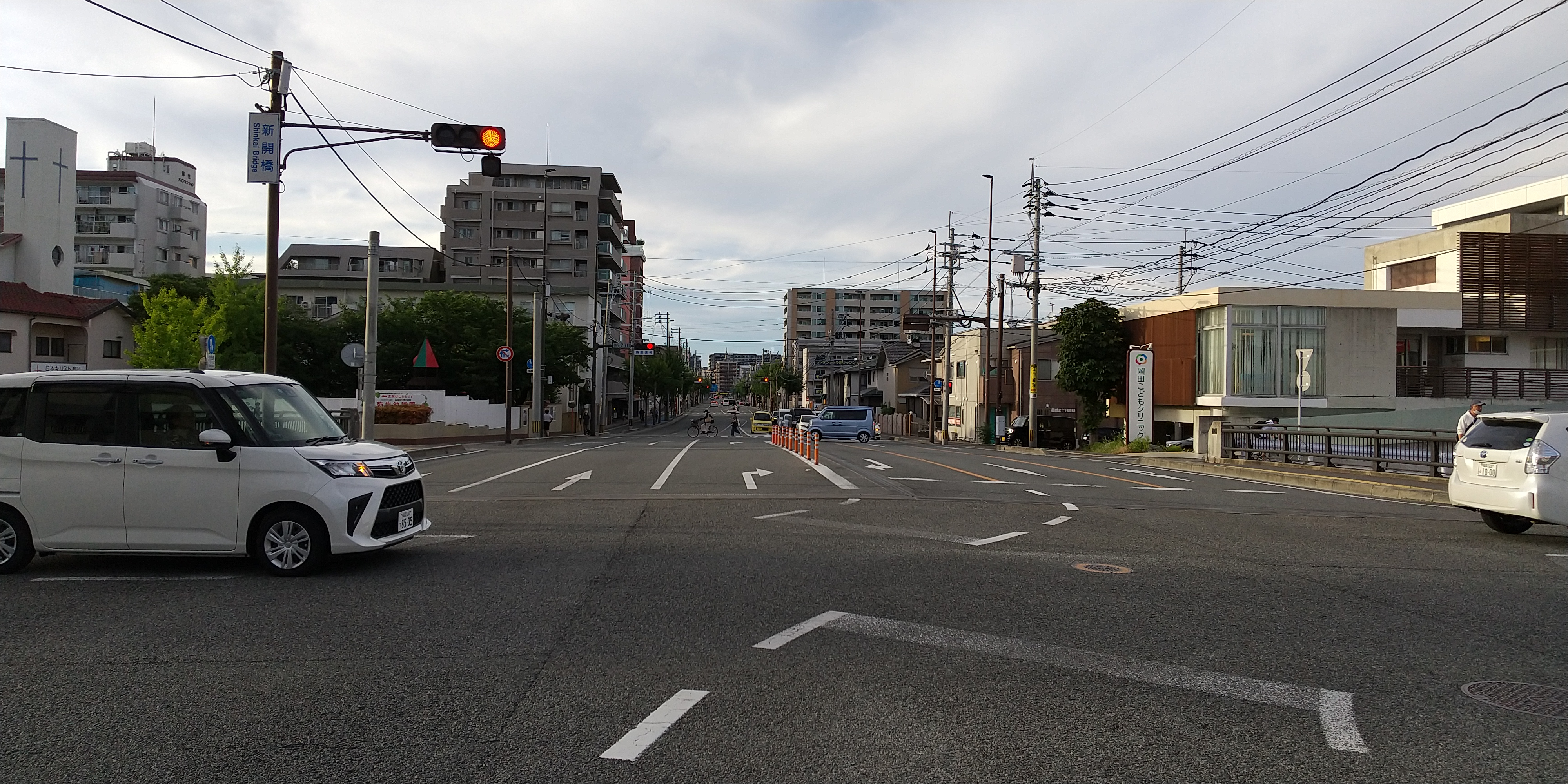
原通り（新開橋交差点の北側、左：弥生、右：藤崎）
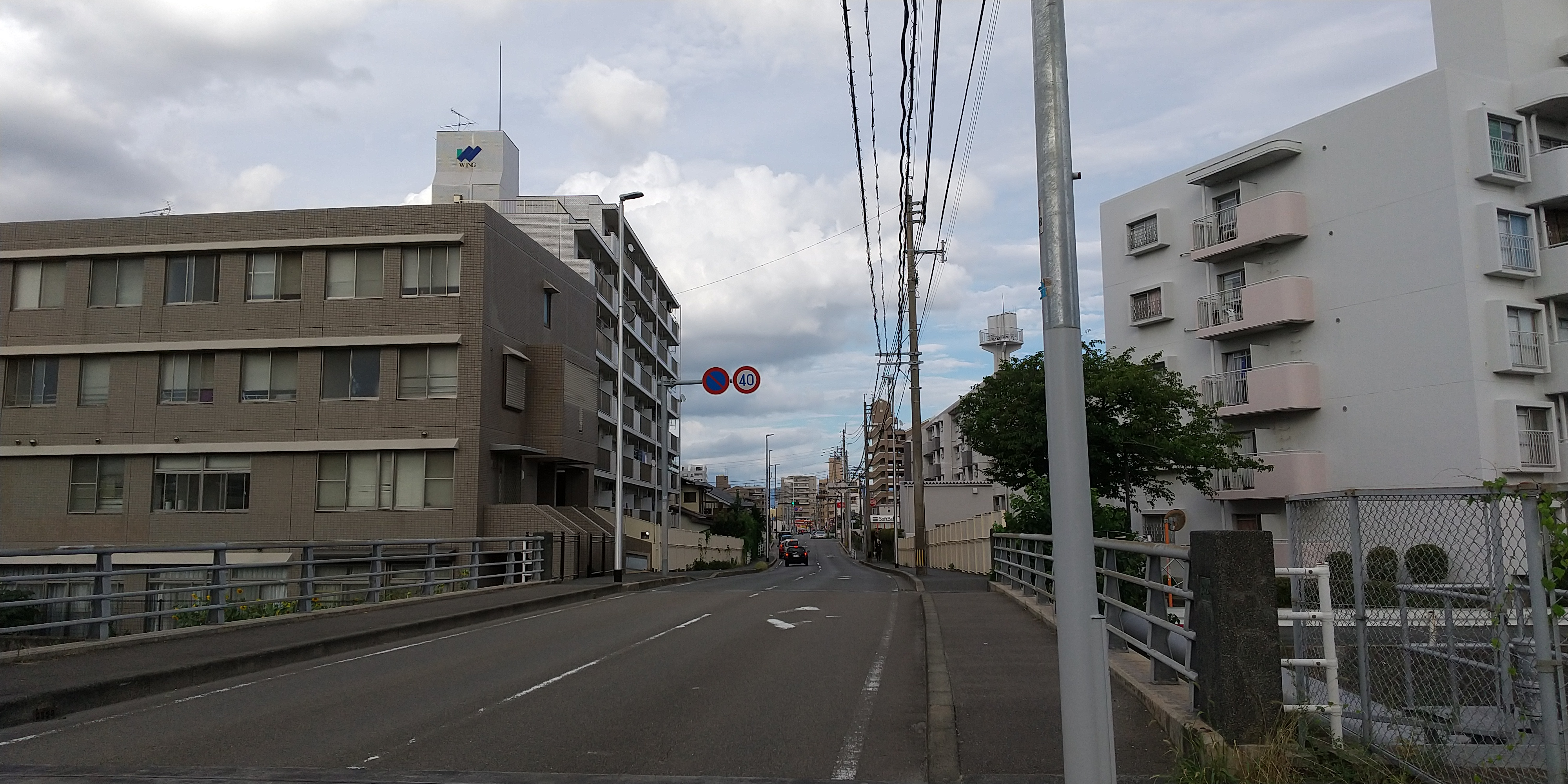
鳥飼姪の浜線（弥生橋付近、左：弥生、右：原）
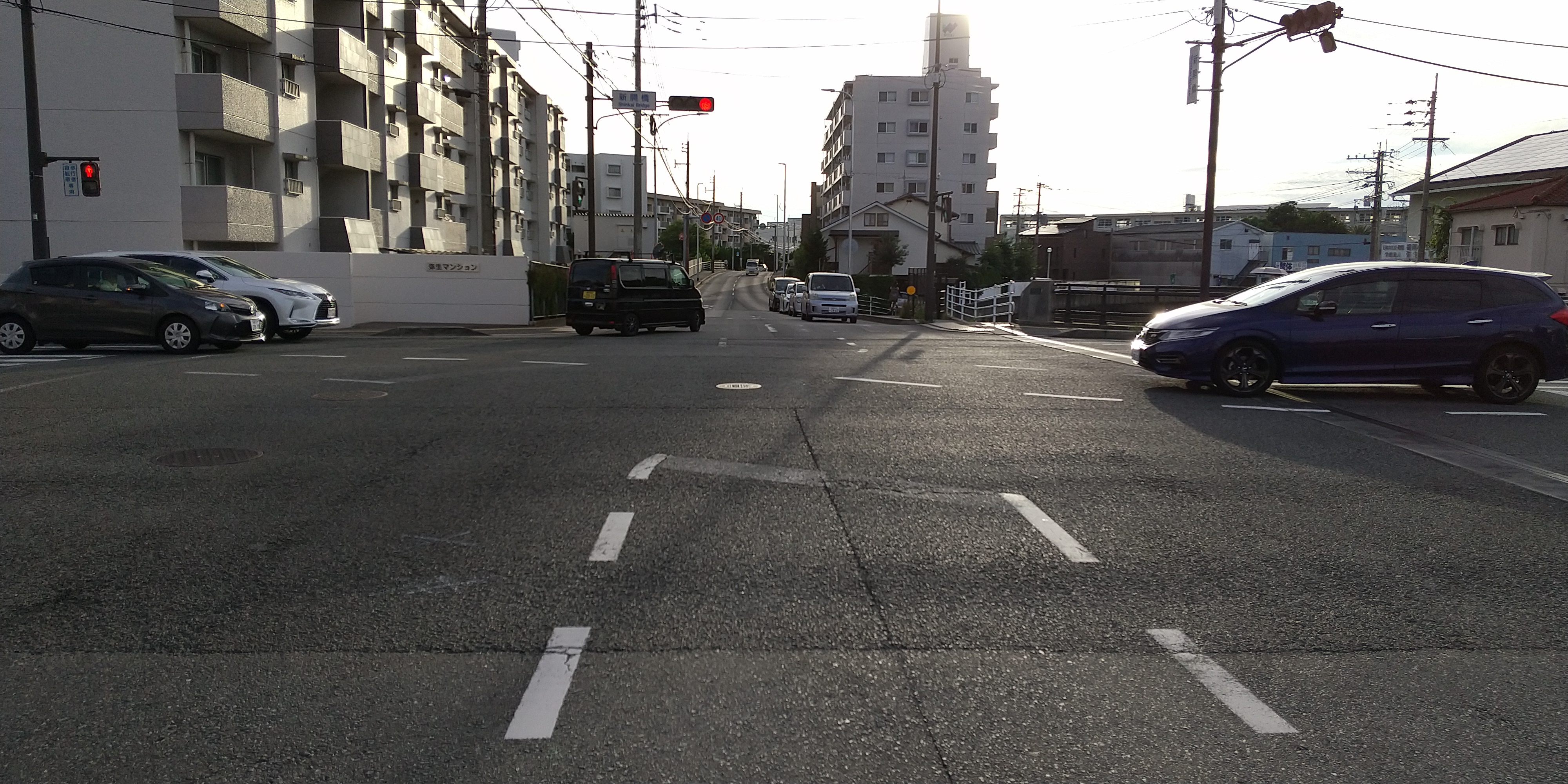
鳥飼姪の浜線（新開橋交差点の西側、左：原、右：弥生）

## 施設

### 学校
- 弥生幼稚園（弥生二丁目3番12号）

町内に小・中学校は存在しないが、校区については、小学校区、中学校区についてそれぞれ次の学校の校区に属する。
- 小学校：室見小学校（室見三丁目） - この校区の公民館は「室見公民館」[6]である。
- 中学校：高取中学校（原三丁目）

主な学校
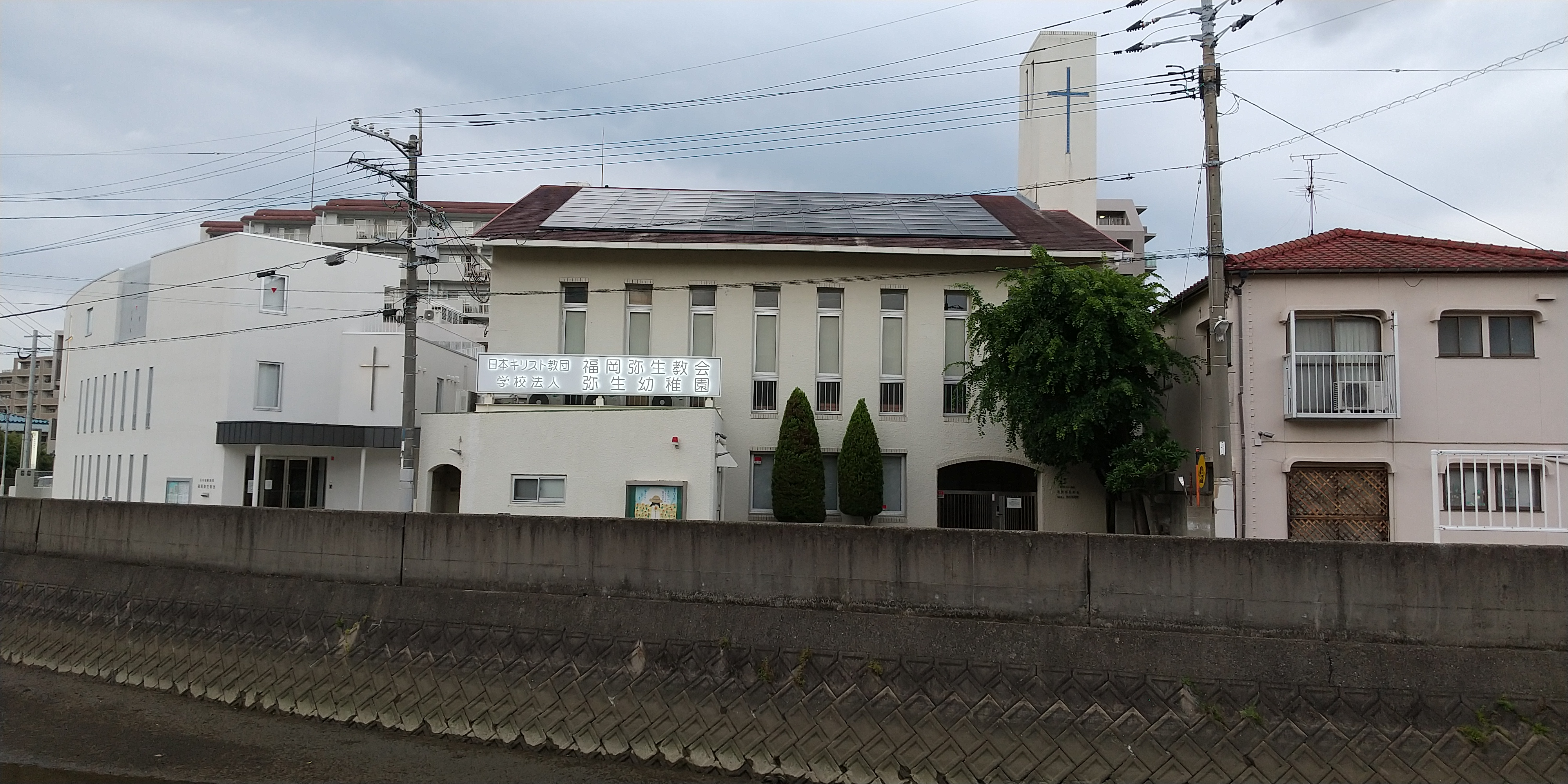
弥生幼稚園

### その他
- 福岡銀行藤崎支店[注釈 1]
- 福岡弥生教会（日本基督教団九州教区、弥生二丁目3番12号）

その他の施設の写真
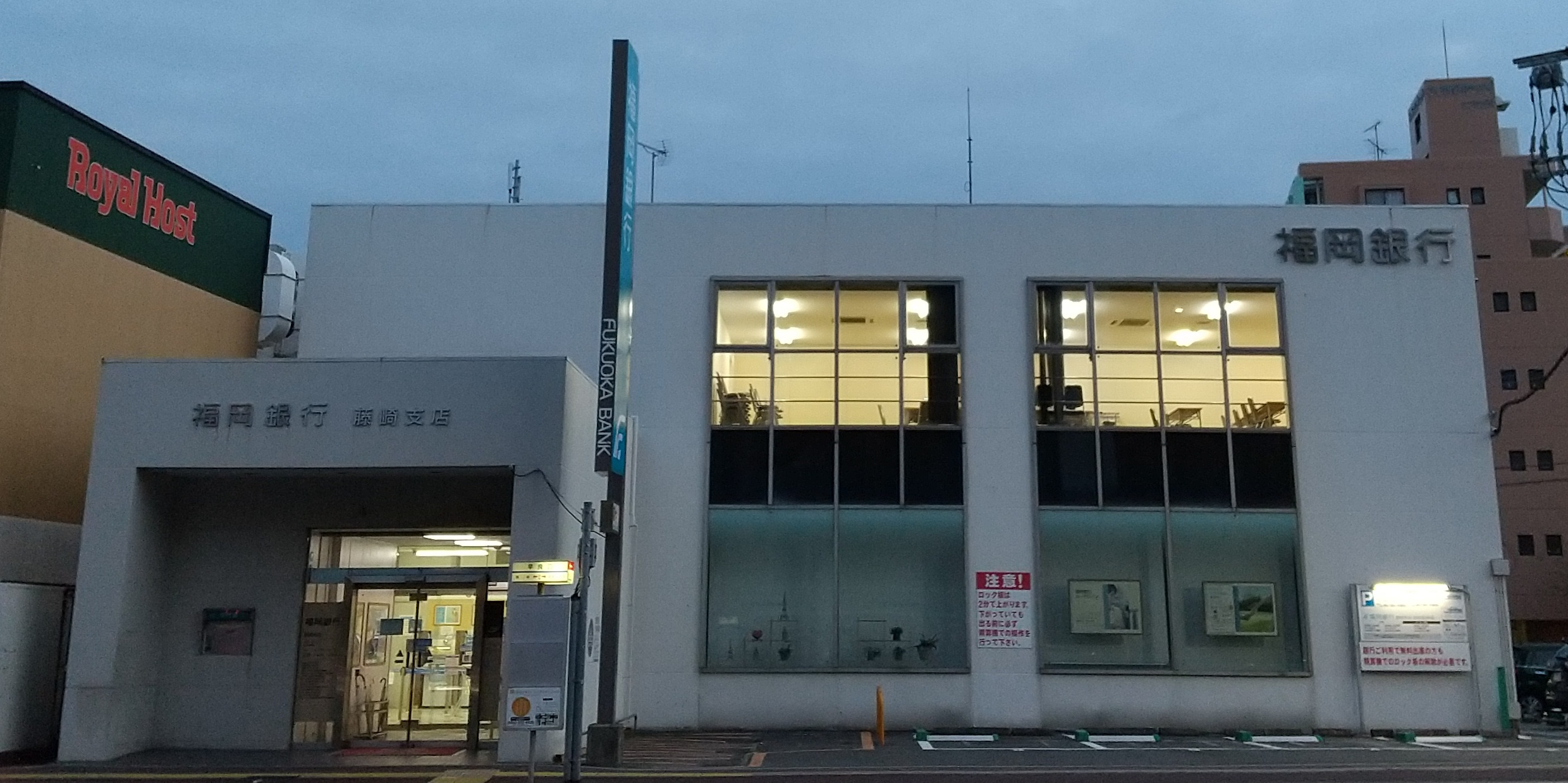
福岡銀行藤崎支店